# そうる透
そうる 透（そうる とおる、英表記：SOUL TOUL、1958年5月5日 - ）は、日本のドラマー。神奈川県横浜市出身。

## 略歴・人物
5歳で音楽隊に入隊。12歳で軍事基地やキャバレーで演奏するバンドのメンバーとしてプロデビュー、15歳でスタジオ・ワークを始めた。
ダディ竹千代&東京おとぼけCATS、小川銀次が結成したCROSSWIND、THE ALFEE（1989~1991年、2005・06年のライヴツアー及び夏イベントに長谷川浩二（2005年）吉田太郎（2006年）とのツイン・ドラム体制で参加。シングル「サファイアの瞳」等レコーディングも参加）、SENSE OF WONDER、Urugome（うるさくてごめんねBAND）などでもドラムを担当。
1993年から1998年までは、宇崎竜童 & RUコネクション with 井上堯之のメンバーとして活動。その後も、宇崎竜童のソロ・プロジェクトに参加。
2013年には和佐田達彦（ベース）杉本篤彦（ギター）と共にトリオユニット「SWS」結成。ユニット名は3人の頭文字を並べたもの。
フジテレビ系列の音楽番組『LOVE LOVEあいしてる』に出演のLOVE LOVE ALL STARSの一員でもあり、レギュラーを長く務めた。
LUNA SEAの真矢やTOKIOの松岡昌宏などは弟子にあたる。

## 教則DVD
- そうる透 ベーシック・ドラム・セミナー
- そうる透 お宝ドラム・フレーズ100連発 Vol.1
- そうる透 お宝ドラム・フレーズ100連発 Vol.2
- そうる透 直伝 超絶技巧グルーヴ・ドラミング
- そうる透 ドラム・デイリー・トレーニング
- ルーディメンツの嗜み
- ドラムのいろは
- そうる透 LIVE ANALYZE
- そうる透 「伝授400発!!お宝ドラムフレーズブック」 2001年7月5日 シンコーミュージック ISBN 978-4401240227

## 関わったアーティスト
- aki
- ALI PROJECT
- THE ALFEE
- 絢香[3]
- IZAM[4]
- 伊藤蘭
- 大塚愛[3]
- 大槻ケンヂ
- ORANGE RANGE
- 吉川晃司
- GRANRODEO
- GLAY[3]
- 黒夢[5]
- 桑田佳祐
- 外道
- 倖田來未[3]
- 小泉今日子[1]
- COMPLEX
- サイキックラバー[6]
- 佐藤宣彦
- SHAZNA
- JAM Project
- 少女病
- supercell
- 須藤あきら
- SEX MACHINEGUNS
- 世良公則
- 第二文芸部
- 高見沢俊彦（アルバム『Kaleidoscope』）
- 谷村有美（アルバム『愛は元気です。』）
- 田村ゆかり
- 2HEARTS
- TM NETWORK[3]
- 天童よしみ
- NiNa
- 久石譲
- B'z[1]
- 氷室京介[1]
- BLOW
- 布袋寅泰
- 堀江由衣
- 真島昌利
- 松浦亜弥
- 水樹奈々
- 宮本浩次
- milktub
- 山石敬之[7]
- YUI
- 横関敦
- 米倉千尋